# 大米爾羅瑟湖

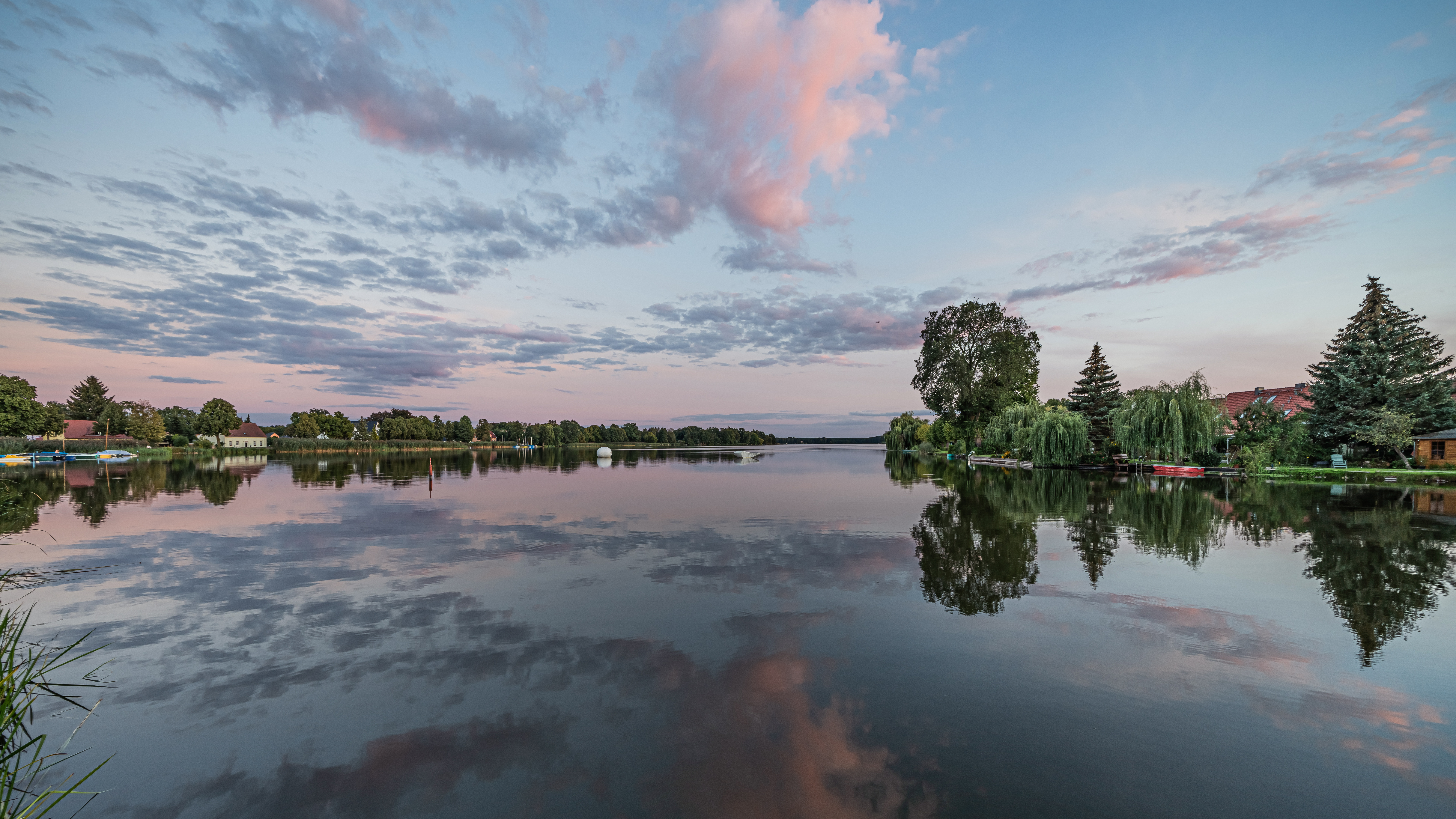

52°13′51″N 14°25′6″E / 52.23083°N 14.41833°E
大米爾羅瑟湖（德語：Großer Müllroser See），是德國的湖泊，位於該國東北部，由勃蘭登堡州負責管轄，處於奧得-施普雷縣，長2.9公里、寬0.6公里，面積1.3平方公里，海拔高度42米，最大水深8米。